# 30 Seconds to Mars (álbum)
30 Seconds to Mars é o primeiro álbum de estúdio da banda norte-americana de rock 30 Seconds to Mars, lançado em 27 de agosto de 2002 pelas gravadoras Immortal Records e Virgin Records. O álbum foi produzido por Bob Ezrin, Brian Virtue e 30 Seconds to Mars, e foi gravado na zona rural de Wyoming ao longo de 2001 e início de 2002. 30 Seconds to Mars é um álbum conceitual centrado na luta humana e na autodeterminação, caracterizada por letras pessoais que usam elementos sobrenaturais e ideias conceituais para ilustrar uma situação pessoal verdadeira.
Após o lançamento, o álbum recebeu críticas positivas dos críticos musicais, que elogiaram as composições do álbum e a musicalidade da banda, que foi comparada às obras de Pink Floyd, Tool e Brian Eno. O álbum estreou na posição 107 da Billboard 200 e alcançou a posição 1 do Top Heatseekers dos Estados Unidos. Foi um sucesso lento e vendeu dois milhões de cópias em todo o mundo. 30 Seconds to Mars promoveu o álbum abrindo shows para bandas como Puddle of Mudd, Incubus, Sevendust, e Chevelle.

## Legado
Jason D. Taylor do AllMusic considerou o lançamento de 30 Seconds to Mars um "ousado novo passo na evolução musical" e observou que seu impacto deixou "vastos corredores de som abertos para o ouvinte serpentear à vontade". Ele comentou que Thirty Seconds to Mars conseguiu gravar um álbum que "dá vida" à "concha vazia que o rock corporativo se tornou", e sentiu que ao "reanimar uma avenida de expressão musical que está há muitos anos em seu leito de morte", a banda possivelmente ofereceu a melhor experiência do rock de 2002. 30 Seconds to Mars foi eleito um dos melhores álbuns de 2002 por uma série de publicações, incluindo CMJ New Music Report, Kludge, Melodic e Metal Hammer. Johan Wippsson do Melodic considerou-o como "um dos álbuns mais únicos quando se trata de um estilo próprio", enquanto a crítica musical Megan O'Toole da The Gazette sentiu que a banda conseguiu "criar um nicho único para si no reino do rock".
Um redator do MuchMusic chamou o álbum de "uma obra feita para durar", lembrando que a banda produziu "algo único" com "profundidade e substância". Artistdirect concordou e explicou que 30 Seconds to Mars estabeleceu o grupo como "uma força nova e fresca", revelando uma "roupa multifacetada que prosperou na exploração criativa e na fuga". Jon O'Brien, escrevendo para o AllMusic, classificou o álbum como um dos esforços "mais convincentes de ator-que-virou-estrela do rock". Em uma retrospectiva crítica de 2012, Ian Winwood da Kerrang! considerou o disco um "ponto de partida épico" para a música que se seguiu e afirmou que exibia o "vasto estilo de escrita cinematográfica" de Jared Leto. Ele considerou a música do álbum "sem dúvida a mais agressiva que eles criaram" e considerou o single "Capricorn (A Brand New Name)" como o "momento mais musculoso" da banda.

## Faixas
Todas as letras escritas por Jared Leto. 
| CD  |                                                  |         |  |
| N.º | Título                                           | Duração |  |
| 1.  | "Capricorn (A Brand New Name)"                   | 3:53    |  |
| 2.  | "Edge of the Earth"                              | 4:37    |  |
| 3.  | "Fallen"                                         | 4:57    |  |
| 4.  | "Oblivion"                                       | 3:27    |  |
| 5.  | "Buddha for Mary"                                | 5:43    |  |
| 6.  | "Echelon"                                        | 5:47    |  |
| 7.  | "Welcome to the Universe"                        | 2:38    |  |
| 8.  | "The Mission"                                    | 4:02    |  |
| 9.  | "End of the Beginning"                           | 4:37    |  |
| 10. | "93 Million Miles"                               | 5:18    |  |
| 11. | "Year Zero" (contém a musica bônus The Struggle) | 7:52    |  |

## Desempenho nas tabelas
| Críticas profissionais | Críticas profissionais |
| Avaliações da crítica  | Avaliações da crítica  |
| Fonte                  | Avaliação              |
| ---------------------- | ---------------------- |
| allmusic               | link                   |
| BBC                    | link                   |
| The Gazette            | link                   |
| Melodic                | link                   |

| Tabelas (2002)              | Melhor posição |
| --------------------------- | -------------- |
| França Albums Chart         | 142            |
| Billboard 200               | 107            |
| Billboard Top Heatseekers   | 1              |
| Tabelas (2007)              | Melhor posição |
| Austrália Albums Chart      | 89             |
| Austrália Rock Albums Chart | 12             |
| Tabelas (2011)              | Melhor posição |
| Grécia Albums Chart         | 41             |

### Posição dos Singles
| Canção                         | Paradas (2002/2003)               | Melhor posição |
| ------------------------------ | --------------------------------- | -------------- |
| "Capricorn (A Brand New Name)" | Billboard Heatseekers Songs chart | 1              |
| "Capricorn (A Brand New Name)" | Billboard Mainstream Rock Tracks  | 31             |
| "Edge of the Earth"            | Japão Singles Chart               | 81             |

## Lançamento
| Região         | Data                   | Distribuidora   | Formato |
| -------------- | ---------------------- | --------------- | ------- |
| Estados Unidos | 13 de agosto de 2002   | Immortal/Virgin | CD      |
| Reino Unido    | 27 de agosto de 2002   | Immortal/Virgin | CD      |
| Canadá         | 24 de setembro de 2002 | Immortal/Virgin | CD      |
| Japão          | 26 de setembro de 2002 | Immortal/Virgin | CD      |
| Itália         | 27 de setembro de 2002 | Immortal/Virgin | CD      |
| Austrália      | 30 de setembro de 2002 | Virgin          | CD      |
| Alemanha       | 30 de setembro de 2002 | Virgin          | CD      |
| Suíça          | 30 de setembro de 2002 | Virgin          | CD      |
| Polónia        | 30 de setembro de 2002 | Virgin          | CD      |